# Magic Extremadura
CA Magic Extremadura – hiszpański klub szachowy z siedzibą w Méridzie, czterokrotny mistrz kraju, zdobywca Pucharu Europy w 2007 roku.

## Historia
Klub został założony w 2001 roku. W 2004 roku zadebiutował w División de Honor, zajmując piąte miejsce. W 2005 roku szachiści klubu zdobyli szóstą pozycję. W latach 2006–2007 Magic zdobywał mistrzostwo Hiszpanii. W 2007 roku klub zadebiutował w Pucharze Europy. Szachiści klubu odnieśli wówczas sześć zwycięstw: nad Oslo Schakselskap, Hamburger SK, Gros XT, ŠK Alkaloid Skopje, Tomsk-400 i Ekonomistem SGSEU Saratow, oraz zremisowali z Ashdod City Club. Te wyniki zapewniły Magikowi triumf w pucharze. Skład zespołu stanowili w tamtych rozgrywkach Gata Kamski, Michael Adams, Siergiej Rublewski, Gabriel Sarksjan, Iwan Czeparinow, Manuel Pérez Candelario oraz rezerwowy Iván Cabezas Ayala. W 2008 roku Magic zdobył wicemistrzostwo Hiszpanii oraz osiemnaste miejsce w Pucharze Europy. W sezonie 2009 klub zdobył trzeci tytuł mistrzowski, a rok później – wicemistrzostwo. W 2016 roku zespół spadł z ligi. W 2018 roku Magic powrócił do División de Honor, zajmując wówczas czwarte miejsce. Rok później zespół zdobył czwarte mistrzostwo w historii. Rok później klub zajął trzecie miejsce w mistrzostwach.

## Arcymistrzowie w historii klubu
| - Michael Adams - Michaił Antipow - Lewon Aronian - Wiktor Bołogan - Magnus Carlsen - Fabiano Caruana - Ibragim Chamrakułow - Iwan Czeparinow - Wladimir Hakopian - Gata Kamski - Siergiej Kariakin - Igor Kowalenko - Şəhriyar Məmmədyarov | - Aleksandr Moroziewicz - Grigorij Oparin - Manuel Pérez Candelario - Alan Pichot - Rusłan Ponomariow - Aleksandr Predke - Siergiej Rublewski - Jaime Santos Latasa - Gabriel Sarksjan - Antoaneta Stefanowa - Dmitrij Swietuszkin - Aleksiej Szyrow - Samwel Ter-Sahakian |